# Temps liturgique
Dans le christianisme, un temps liturgique est une fraction de l'année liturgique.
L'année liturgique chrétienne s'ouvre par le temps de l'avent, qui commence fin novembre ou début décembre de l'année civile.

## Dans le catholicisme
Les temps liturgiques sont de durées variables, à l'exception du carême. Les temps qui durent plusieurs semaines sont :
- Le temps ordinaire : temps commun, en dehors des autres temps liturgiques ci-dessous :
- Le temps de l'avent
- Le temps de Noël
- Le temps du carême, auquel appartient la semaine sainte
- Le temps de Pâques

À chaque temps est associé une couleur liturgique selon ce que prévoit le calendrier liturgique.
- Le temps après la Pentecôte a été remplacé en 1970 par le temps ordinaire, après le concile Vatican II.